# Yíriza

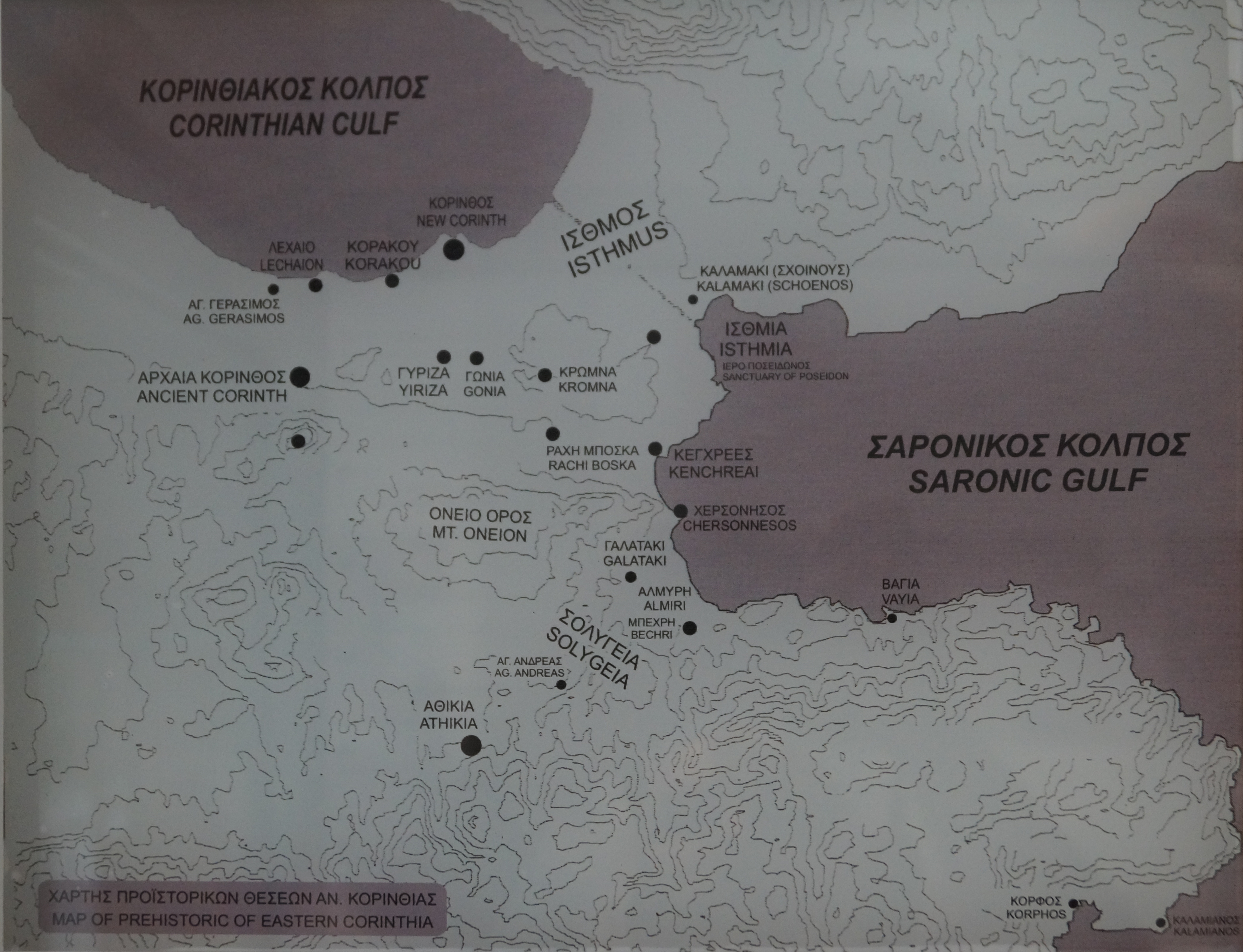
Mapa con los diferentes yacimientos arqueológicos del área del este de Corintia. Entre ellos se encuentra Yiriza.

Yíriza (en griego, Γύριζα) es un yacimiento arqueológico de la Edad del Bronce situado en una meseta ubicada a unos 500 m de Gonia, en la comunidad local de Examilia, cerca de Corinto, Grecia. 
Este yacimiento arqueológico ha sido excavado en 1916 bajo la dirección de Carl Blegen. Posteriormente, durante unas excavaciones ilegales que tuvieron lugar en 1979, se descubrió una necrópolis.
Los hallazgos pertenecen, por una parte, a un pequeño asentamiento del periodo Heládico Temprano y, por otra, a las tumbas de cámara del periodo Heládico Tardío II-IIIB, es decir, a una fase micénica.
Los hallazgos se conservan en el Museo Arqueológico de Istmia. Por otra parte, el Corpus der minoischen und mykenischen Siegel ha publicado los sellos que se han encontrado en el yacimiento.